# Turntablism

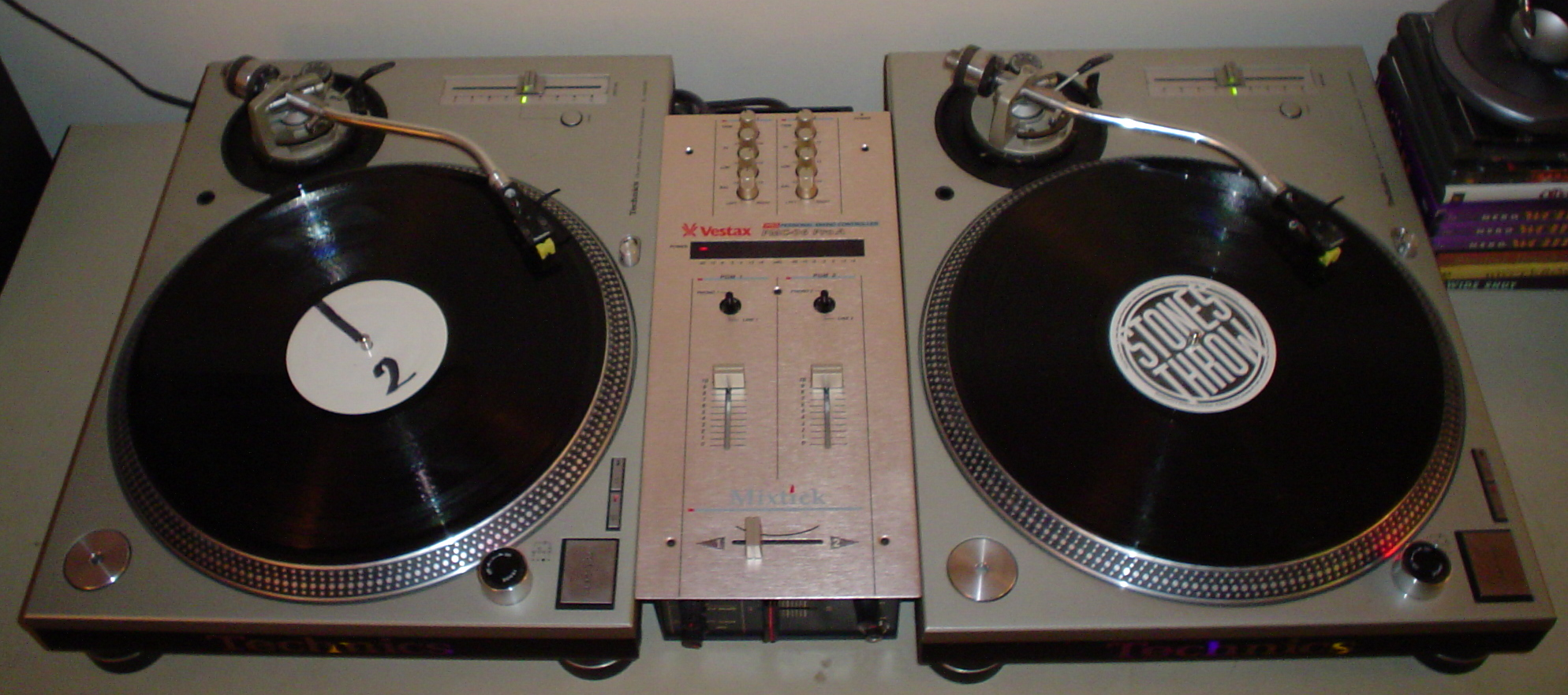
Las llamadas mesas de discos.

El turntablism (también llamado DJing) es el arte de arreglar o crear música mediante efectos de sonido y manipulación de las rutinas de rotación y lectura de los discos de vinilo sobre un plato giradiscos. Turntablism se podría traducir como «el arte de los platos giratorios». Se llama turntable (tornamesa) al plato giradiscos. El turntablism es uno de los cuatro pilares básicos de la cultura hip hop y uno de los orígenes de las técnicas de música dance actuales.
La primera persona que utilizó el nombre de turntablism para diferenciarse del resto de pinchadiscos, que simplemente ponían y mezclaban canciones, fue DJ Babu (Dilated Peoples). Los turntablists usan técnicas como scratching o beat juggling en la composición musical de un tema.
Algunos turntablists se consideran músicos capaces de improvisar y de enfrentarse en competición unos contra otros.

## Historia
Todo comienza en la década de 1970 en Nueva York. Se empieza a generar una nueva forma de entretenimiento musical, conocidos como los "Sound systems". Los Sound System no eran otra cosa que un vehículo armado de altavoces y equipos de audio, de donde se escuchaba música como blues, ska, reggae y dub, con el objetivo de que la gente se divirtiera sin pagar entrada y en la misma calle. Era el "Disc jockey" (en Jamaica llamado "Selector") el que se encargaba de seleccionar y poner la música en estas "fiestas callejeras".
Con toda esta "carga" cultural, desembarca junto a su familia en Nueva York, más precisamente en el conocido distrito El Bronx, un joven estadounidense llamado Clive Campbell; Estamos hablando del joven al que luego se le conocería como DJ Kool Herc. Hacia 1973 y a la corta edad de 15 años, el entonces joven Kool DJ Herc, tratando de generar en su ghetto algunas de las costumbres de su tierra natal, comienza a realizar "fiestas callejeras" al mejor estilo "Sounds Systems", que resultan ser un éxito.
Esto sería sólo una simple anécdota, si no fuera por el hecho de que en estas mismas fiestas a Kool DJ Herc se le ocurrió inventar una de las técnicas más usadas en DJing hasta hoy en día como es el "backspin" o "recuperaciones" y así dar comienzo a toda una nueva forma de expresión musical al mando de los turntables. La intención de Kool Herc era lograr extender las secciones de breakbeat y así darle a los B-Boys, llamados así porque se dedicaban a bailar en los breakbeats) más tiempo para realizar sus pasos de baile, ya que estos aprovechaban esta sección de la música para tirarse al suelo a demostrar sus pasos de baile. Por otro lado, también se propiciaba que el "animador" de la fiesta (el maestro de ceremonia, "MC") pudiera animar al público a través del micrófono sin "pisar" las partes vocales de la música que estaba sonando. De esta manera tan aparentemente simple y casual apareció lo que, junto al arte callejero del grafiti, luego sería todo un movimiento cultural: el hip hop, que en pocos años sería un complejo fenómeno internacional.
El que creó una de las técnicas más importantes del turntablist, el scratching flay, fue DJ Grand Wizard Theodore. En realidad, fue por error que lo descubrió: el puso sus manos sobre un vinilo, para silenciar la música mientras su madre lo llamaba desde el piso de abajo. DJ Grand Mixer DXT es al que se le acredita la creación del turntablism, el scratching rítmico de un tema musical, en uno o dos turntables, luego usando diferentes velocidades para alterar la percepción de una nota o sonido, haciendo que el turntable sea todo un instrumento musical.
Luego se sofisticaron los métodos del scratching, como el del movimiento del fader sobre el scratching en un género rítmico, creando diversos sonidos del mismo.
Años más tarde aparecerían nuevos DJ's o turntablists como DJ Craze, Roc Raida, Mix Master Mike, Q-Bert, Gunkhole, A-Trak, Noisy Stylus, D-Styles, Birdy Nam Nam y Kid Koala. Estos se ganarían el distintivo de Old School DJ's como DJ Kool Herc, DJ Grand Wizard Theodore, Grandmaster Flash, Afrika Bambaataa y DJ's de la "Época dorada del hip hop", quienes originalmente crearon muchos de los conceptos y técnicas que hicieron al turntablism moderno.
Otro turntablista clásico e influyente es Grandmaster Flash. A sus experimentos se atribuye el comienzo de un nuevo desarrollo en las tecnologías de giradiscos para DJ's, ya que sus técnicas innovadoras sobrepasaban las prestaciones de los equipos de entonces.

## DMC
El campeonato del mundo de turntablism por excelencia es el DMC, que se realiza en más de 30 países del mundo. A continuación figura una lista con sus campeones en España.
- 1996-97-98 Dj Loomy
- 1999 Dj Dare
- 2000 Dj Tedu
- 2001-02 Dj Jekey
- 2003-04 Dj Bordallo
- 2005 Dj Tedu
- 2006 Dj Loomy
- 2007 Dj Pimp
- 2008 Dj Datflex (Batalla)
- 2008 Dj Soak (Individual)
- 2008 Goldfinger Crew (Equipos)
- 2010 Dj Pimp (Individual y batalla)
- 2010 Damage Crew (Equipos)
- 2014 Dj Rune (Individual)